# Akalan, Acıpayam
Akalan là một thị trấn thuộc huyện Acıpayam, tỉnh Denizli, Thổ Nhĩ Kỳ. Dân số thời điểm năm 2010 là 2.414 người.